# Robert Louis Antral
Robert Antral, né à Châlons-en-Champagne (anciennement Châlons-sur-Marne) le 13 juillet 1895 et mort à Paris 15e le 7 juin 1939, est un peintre, graveur et lithographe français dit des « peintres de la vallée de la Marne ».

## Biographie
Après des études à l'École des arts décoratifs de Paris, interrompues par la Première Guerre mondiale d'où il revient blessé, Robert Antral fréquente l'atelier de Cormon. Aquarelliste, il obtient le Prix Blumenthal en 1926. Membre du Salon des indépendants, il expose des tableaux aux couleurs froides des espaces clos des ports et des banlieues. Il est aussi sociétaire au Salon d'automne.
Il réalise quelques affiches, comme Le Jour de la Paix qui est conservée au musée d'histoire contemporaine de Paris, et collabore à l'hebdomadaire Floréal (1920-1923).
Il illustre de nombreux ouvrages, par exemple pour Mac Orlan À Huis clos, en 1920, Henry-Jacques, Jean-François de Nantes, en 1928, Maurice Genevoix, La Boîte à pêche, en 1933, Henry de Monfreid Le Chant du Toukan, paru en 1941, Rudyard Kipling Les Meilleurs Contes, en 1938, etc.
Une rétrospective posthume de son œuvre a lieu en 1945 au musée Galliera.
Un prix Antral a été décerné pendant plusieurs années par la ville de Paris.
Un buste d'Antral réalisé en bronze par Léon Borgey est conservé au Musée des Beaux-Arts et d'Archéologie de Châlons-en-Champagne. Il avait été installé dans un square de Châlons qui porte son nom et qui fut inauguré le 4 octobre 1953.
Une exposition Antral a été  programmée du 5 février au 29 août 2010 au Musée des Beaux-Arts et d'Archéologie de Châlons-en-Champagne.

## Décorations
- Croix de guerre 1914–1918 avec étoile de bronze.
- Croix du combattant en 1934.

## Œuvres
| Tableau | Titre                          | Date | Dimensions                            | Lieu de conservation                                          |
| ------- | ------------------------------ | ---- | ------------------------------------- | ------------------------------------------------------------- |
|         | Mineurs à Lens                 | 1920 | huile sur toile peinture grand format | Musée des Beaux-Arts et d'Archéologie de Châlons-en-Champagne |
|         | Le Quai de Grenelle            | ?    |                                       | Musée des Beaux-Arts et d'Archéologie de Châlons-en-Champagne |
|         | Le Port de Boulogne            | ?    |                                       | Musée des Beaux-Arts et d'Archéologie de Châlons-en-Champagne |
|         | Les Filets                     | ?    |                                       | Musée des Beaux-Arts et d'Archéologie de Châlons-en-Champagne |
|         | Les Fortifications             | ?    |                                       | Musée des Beaux-Arts et d'Archéologie de Châlons-en-Champagne |
|         | Provins                        | ?    |                                       | Musée des Beaux-Arts et d'Archéologie de Châlons-en-Champagne |
|         | Le Port de Bordeaux            | 1934 |                                       | Musée des Beaux-Arts et d'Archéologie de Châlons-en-Champagne |
|         | Les Bretonnes                  | 1934 |                                       | Musée des Beaux-Arts et d'Archéologie de Châlons-en-Champagne |
|         | Rue Monte-au-Ciel à Douarnenez |      |                                       | Musée des Beaux-Arts et d'Archéologie de Châlons-en-Champagne |
|         | Homme au bouquet               |      |                                       | Musée des Beaux-Arts et d'Archéologie de Châlons-en-Champagne |
|         | Les Oliviers                   |      |                                       | Musée des Beaux-Arts et d'Archéologie de Châlons-en-Champagne |

- Yan pilleurs de mer à Guissény
- Les Palmiers à Toulon
- Scène de rue (1936)
- La Place de Soissons
- Musée national d'Art moderne, Paris :
  - Pluie au Pont-Neuf, peinture
  - Le Port de Lorient, peinture
- Musée Rolin, Autun :
  - Le Port, dessin
  - Paysage de Provence, dessin
- Musée d'Arts de Nantes :
  - Paysage de Servon, peinture
  - Quiberon, Port-Maria, peinture
  - Neige à la Villette, peinture
  - Femme au chapeau jaune, peinture

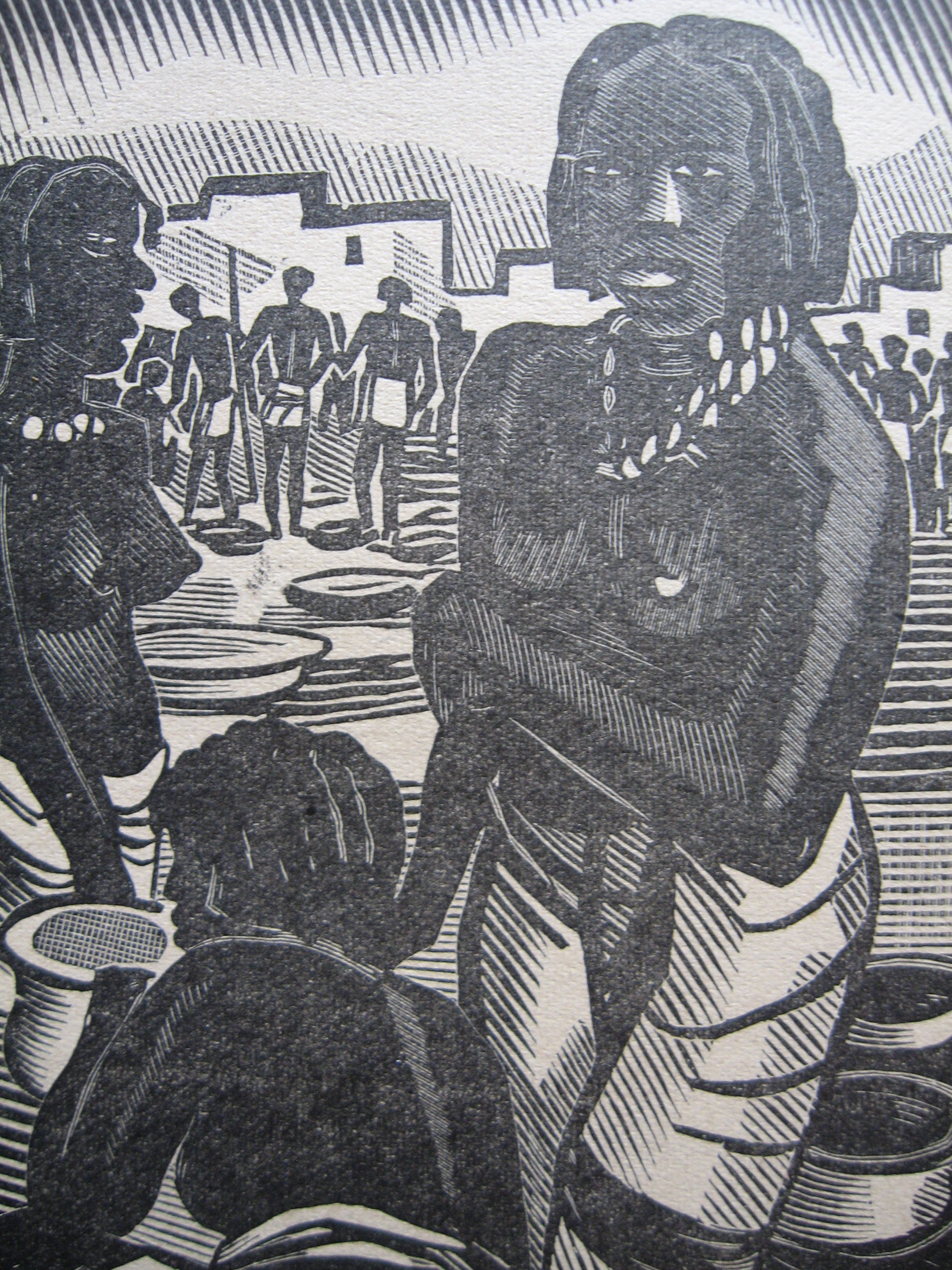
Illustration (sur bois gravé) par Antral du Chant du Toukan de Monfreid (1937).

  - La Butte Sainte-Anne à Nantes, peinture
  - La Loire à Champtoceaux, dessin
  - Femme métisse nue, dessin, 1924
  - Loire, usine de Chantenay
  - Sous-bois au cavalier, dessin
  - Village, golfe du Morbihan, dessin
  - Quai de la Fosse, maisons closes, dessin
- Musée des Beaux-Arts de Rennes
  - Port de pêche en Bretagne, dessin
- Musée des Beaux-Arts de Reims
  - Le Square du Vert-Galant, peinture, 1938
- Musée des Beaux-Arts de Brest
  - Brest, l'entrée de la Penfeld, huile sur toile, 65,2 x 81 cm
- Musée Faure, Aix-les-Bains
  -  L'Île d'Yeu, peinture, 1938
- Musée d'Orbigny Bernon, La Rochelle :
  - Les Ours du port de La Rochelle, peinture
- Musée Peské, Collioure :
  - Paysage, la route de Jarcy, Huile sur bois
- Whitworth Art Gallery de Manchester  :
  - La Rentrée du troupeau, peinture
  - Rue de Servan, peinture
- The Hugh Lane Dublin City
  - Le Conquet, peinture
- Musée des Beaux-Arts de Bilbao
  - Fécamp, peinture
- Musée des beaux-arts d'Alger
- Musée de Lausanne.